# Jüdische Gemeinde Rimbach (Unterfranken)
Die Jüdische Gemeinde Rimbach war eine Israelitische Kultusgemeinde auf dem heutigen Gebiet des Volkacher Ortsteils Rimbach im unterfränkischen Landkreis Kitzingen. Die Gemeinde bestand zwischen 1812 und 1881.

## Geschichte
Das Einwohnerverzeichnis von Rimbach nennt im Jahr 1690 noch keine Juden unter den Bewohnern des Dorfes. Im Jahr 1812 sind jüdische Familien im Ort nachgewiesen. Es handelte sich um die Familien Schmul Nathan, Majer Samuel, Pfeiffer Nathan, Samson Simon, Hirsch Josef und Schmul Samuel. Wahrscheinlich wurden die Juden im Jahr 1811 in Rimbach zugelassen. Die Matrikelplätze legten ihre Anzahl allerdings auf lediglich neun Familien fest.
Zunächst besuchten die schulpflichtigen, jüdischen Kinder den Religionsunterricht im nahen Frankenwinheim. Der Frankenwinheimer Lehrer war auch für das rituelle Schlachten in Rimbach zuständig. In der Mitte des 19. Jahrhunderts versuchten dann die Kultusgemeinden von Rimbach, Järkendorf und Lülsfeld einen eigenen Schulsprengel zu errichten. Am 5. Oktober 1855 wurde diesem Ansinnen stattgegeben. Der Religionslehrer Abraham Jung aus Brünnau zog daraufhin nach Lülsfeld. 
Der Religionsunterricht wurde jeweils zwei Tage in der Woche in Järkendorf, Lülsfeld und Rimbach abgehalten. Die Rimbacher planten allerdings bald eine eigene, unabhängige Schule zu errichten. Die Rimbacher Bevölkerung stand diesem Vorhaben allerdings ablehnend gegenüber. Nachdem die Juden bürgerliche Rechte erhalten hatten, zogen viele in größere Städte um. Die letzte jüdische Familie siedelte 1881 nach Frankfurt am Main über.

## Gemeindeentwicklung
Die Kultusgemeinde war ab dem Jahr 1839 dem bayerischen Distriktsrabbinat Niederwerrn zugeordnet, welches ab 1864 ins Distriktsrabbinat Schweinfurt umgewandelt wurde.
| Jahr | Mitglieder | Jahr | Mitglieder | Jahr | Mitglieder |
| ---- | ---------- | ---- | ---------- | ---- | ---------- |
| 1813 | 50         | 1830 | 49         | 1875 | 2          |